# Giovanni Aliprandi
Giovanni Aliprandi (... – 1426) è stato un nobile italiano.

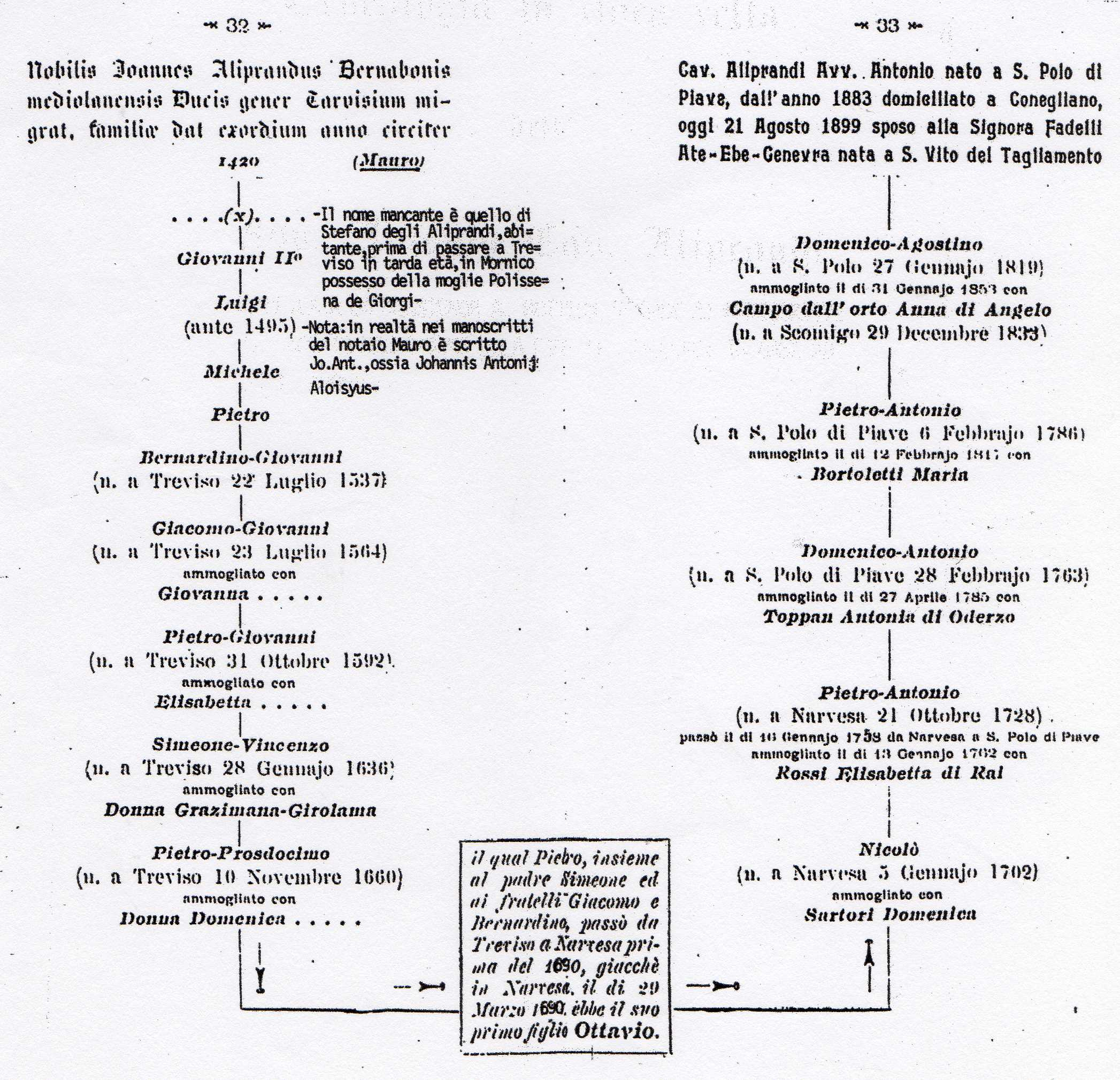
Don Vincenzo Botteon "Genealogia in linea retta dell'Avv. Antonio Cav. Aliprandi" con note di Aliprando Fanzago degli Aliprandi. Come capostipite è indicato Giovanni Aliprandi

Era conte palatino e capitanio (vassallo immediato) del Sacro Romano Impero e abitava in Milano, nella parrocchia di San Simpliciano. Aveva sposato Valentina Visconti, figlia naturale di Barnabò Visconti signore di Milano.

## Biografia
La sua prima comparsa nella vita pubblica è del 1386, quando venne eletto decurione del consiglio per il sestiere di porta Comacina. Qualche anno dopo il duca di Milano lo volle tra i suoi consiglieri ed ebbe ruoli politici e militari anche fuori città.
Nel 1403 si trovava a Piacenza dove il comune lo incaricò di sostenere presso il duca Gian Galeazzo Visconti la richiesta di poter costituire quattro squadre per la difesa della città, e di consentire che la potente famiglia degli Anguissola ne venisse cacciata.
Nel 1412, venne nominato podestà e capitano delle Armi di Bologna e il suo stemma, con un errore nei colori, figura nello “Stemmario Bolognese".
Quando, nello stesso anno 1412, Estorre Visconti venne proclamato Signore di Milano, Giovanni Aliprandi se ne tornò in patria.
Per aver appoggiato suo cognato Estorre Visconti, fu esiliato dal duca Filippo Maria Visconti insieme a Iso Aliprandi suo parente e gli furono confiscati i beni. Si rifugiò a Treviso e in tal luogo, dopo il 1420, diede origine alla sua discendenza.
Nel 1425 si era ritirato a Treviso con la famiglia il conte di Carmagnola, grande nemico dei Visconti, che dal servizio del duca di Milano era passato nei territori della Repubblica di Venezia offrendole i suoi servigi.
Dai documenti venuti alla luce nel 1800, dopo la fine della Repubblica di Venezia, e da quelli dell'Archivio Visconteo, pubblicati dall'Oslo, risulta chiaramente che Giovanni Aliprandi ordì una congiura per uccidere il conte di Carmagnola, nella speranza di poter convincere in tal modo il Duca, suo parente, a togliere il bando che aveva colpita la sua famiglia. Scoperta la congiura Giovanni Aliprandi venne arrestato e decapitato nel 1426.

## I discendenti di Giovanni Aliprandi

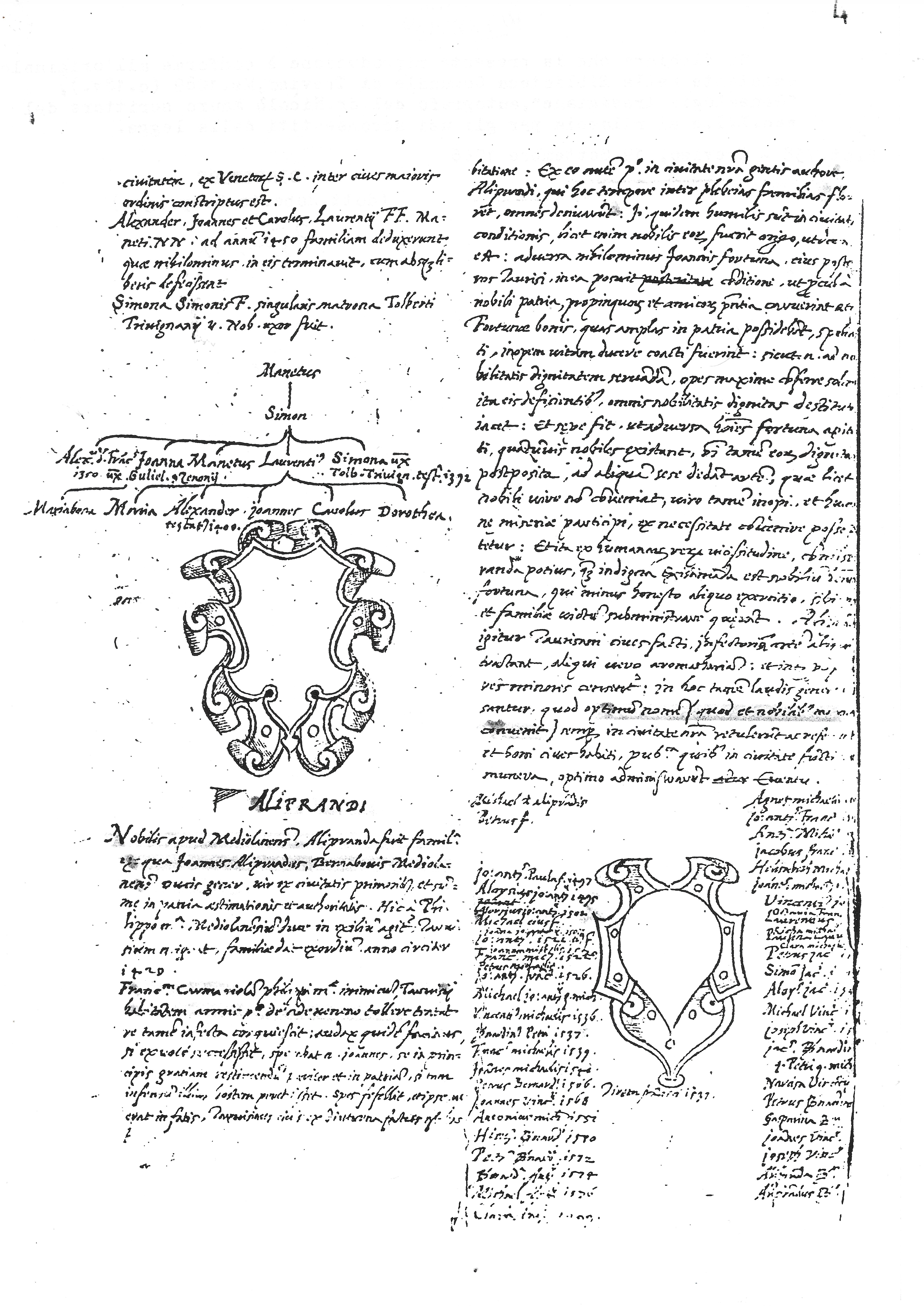
La scheda della famiglia Aliprandi nel manoscritto Nicolò Mauro "Genealogie trevigiane"

Il Dr. Nicolò Mauro, scrittore del XVI secolo, afferma che Giovanni Aliprandi era stato esiliato da Milano a Treviso e che era il capostipite degli Aliprandi trevigiani. Lo stesso specifica altresì che tutti gli Aliprandi che nella sua epoca vivevano in Treviso appartenevano alla stessa famiglia che aveva come capostipite Giovanni Aliprandi, marito di Valentina Visconti. Essendo stati confiscati i beni che la famiglia possedeva nel Ducato di Milano, i membri della stessa in Treviso erano tintori.
I figli di Giovanni Aliprandi e di Valentina Visconti e alcuni loro discendenti erano operai o commercianti. Gli stessi, pur nobilissimi di origine, erano considerati appartenenti al ceto popolare.
Gli attuali rappresentanti della famiglia discendono da Giuseppe Aliprandi (nato nel 1868 in San Polo di Piave), fratello del Cav. Avv. Antonio Aliprandi sindaco di Conegliano e sono imparentati con i Marzotto.
Il predetto Giuseppe Aliprandi fu Domenico, possidente, si portò
ad abitare ad Oderzo e nel 1910 risulta ivi residente. Il figlio di questi, Domenico Aliprandi (Oderzo, 11  settembre 1898 - Oderzo 25 settembre 1991), fu un industriale e presidente del consiglio di amministrazione dell'omonima società. In seguito divenne presidente della Domenico Aliprandi S.p.a. il figlio del suddetto Domenico, Agostino Maria Aliprandi (Oderzo 10 maggio 1932 - 1998).
A San Polo di Piave gli Aliprandi erano stati proprietari del Palazzo Gabrieli e nel cimitero é presente la loro cappella gentilizia. A Oderzo erano proprietari del Palazzo del Corno, poi Tomitano, poi Aliprandi sito in via Umberto I(nel 1950 apparteneva al predetto Giuseppe Aliprandi) che attualmente è un condominio. In Oderzo, nella zona industriale, aveva sede la loro azienda di alimentari Domenico Aliprandi S.p.a..